# Serenus de Marseille
Saint Serenus est le 10e évêque de Marseille.
Il est connu par un échange de lettres avec le pape Grégoire le Grand. Il vécut jusqu’en 601. 
La correspondance entre le pape et l'évêque de Marseille concernait la position de l'Église vis-à-vis des images dans les églises et du voyage entrepris par saint Augustin, futur archevêque de Canterbury, et des moines qui l'accompagnaient vers l'Angleterre.
Il serait mort près de Biandrate dans le diocèse de Verceil en revenant de Rome où il avait dû discuter de ses positions iconoclastes concernant la vénération des images.
Il a été enterré près de l'abbaye bénédictine de San Nazzaro Sesia. Son corps, retrouvé au Moyen Âge, a été transporté dans l'église paroissiale de Biandrate. 

## Iconoclasmeetadoration des images
L'évêque avait fait détruire les images saintes en appliquant strictement le commandement donné par Dieu à Moïse :
« Tu ne feras point d'image taillée, ni de représentation quelconque des choses qui en haut dans les cieux, qui sont en bas sur la terre, et qui sont dans eaux plus bas que la terre. Tu ne te prosterneras point devant elles, et tu ne les serviras point » (Exode 3-5).
En 599, le pape avait envoyé en Gaule l'abbé Cyriaque. Devant passer par Marseille, il avait remis à Cyriaque une lettre qu'il avait écrite à l'évêque :
« J'ai appris, il y a longtemps, que voyant quelques personnes adorer les images de l'église vous les aviez brisées et jetées dehors. Je loue votre zèle pour empêcher ce qui est fait de main d'homme ne soit adoré : mais je crois que vous ne deviez pas briser ces images. Car on met des peintures dans les églises afin que ceux qui ne savent pas lire voient sur les murailles ce qu'ils ne peuvent apprendre dans les livres. Vous deviez donc les garder et détourner le peuple de pécher en adorant la peinture ».
Serenus répondit au pape en doutant que cette lettre fût de lui. Le pape lui répondit l'année suivante :
« Vous ne deviez avoir aucun soupçon de l'abbé Cyriaque qui était porteur de mes lettres ».
Puis parlant ensuite des images :
« Dites-moi, mon frère, quel évêque avez-vous jamais ouï dire qui en ait fait autant ? Cette seule considération ne devait-elle pas vous retenir afin de ne paraître pas seul pieux et sage, au mépris de vos frères ? ... On dit qu'en brisant ces images vous avez tellement scandalisé votre peuple que la plupart s'est séparé de votre communauté. Il faut les rappeler et leur montrer que par l'écriture sainte qu'il n'est pas permis d'adorer ce qui est fait de main d'homme. Puis ajouter, que voyant l'usage légitime des images, tourné en adoration, vous en avez été indigné et les avez fait briser. Vous ajouterez : si vous voulez avoir des images dans l'église, pour votre instruction, pour laquelle on les a faites anciennement, je vous le permets volontiers. Ainsi vous les adoucirez et les ramènerez à l'union. Si quelqu'un veut faire des images, ne l'empêchez pas : défendez seulement de les adorer. La vue des histoires doit exciter en eux la componction : mais ils ne doivent se prosterner que pour adorer la Sainte Trinité. Je vous dis tout ceci que par l'amour que j'ai pour l'église, non pour affaiblir votre zèle, mais pour vous encourager dans votre devoir ».
Saint Grégoire le Grand, après Basile le Grand (329-379), Grégoire de Nazianze (330-390), Grégoire de Nysse (335-394) et Paulin de Nole (353-431), reprend dans ses lettres que les images sont utiles pour ceux qui ne savent pas lire les livres.

Grégoire le Grand fixe trois rôles aux images dans ses deux lettres à Serenus :
- instruire les illettrés,
- fixer la mémoire de l’histoire sainte,
- susciter un sentiment de componction chez les fidèles.

Mais l'évêque doit enseigner que les images ne sauraient être adorées.

### Articles liés
- Archidiocèse de Marseille
- Liste des évêques et archevêques de Marseille